# Etefon
L'etefon és el nom comú de l'àcid 2-cloroetilfosfònic un compost químic orgànic amb fórmula química: C2H6ClO3P. És el regulador de creixement de les plantes més usat a tot el món.

## Història
El fabrica Rhône-Poulenc (Bayer Crop Science) i Jiangsu Anpon Electrochemicals Co. a la Xina. Pel metabolisme de les plantes es transforma en etilè que és un potent regulador del creixement de les plantes en la seva maduresa. Sovint es fa servir en el blat, en la planta del cafè del tabac, cotoner, i planta de l'arròs per tal que la planta arribi més aviat a la maduresa. El cotoner és la planta on més s'utilitza avançant la fructificació diverses setmanes, concentrar l'obertura de les càpsules, promovent la defoliació per facilitar-ne la collita. Millora la qualitat del cotó collit.
L'etefon també es fa servir molt en els cultivadors en la planta de pinya americana i també es ruixen amb etefon els seus fruits per treure'ls el color verd tal com demana el mercat encara que això pot anar en detriment de la qualitat organolèptica dels fruits.
Encara que pel públic en general hi ha preocupació per la toxicitat de l'etefon els estudis mostren que la toxicitat de l'etefon és baixa, i tot l'etefon en la planta passa ràpidament a etilè.